# Pierre Gautherin
Pour les articles homonymes, voir Gautherin.
Pierre Gautherin, né le 16 juillet 1919 à La Garenne-Colombes et mort le 11 septembre 2001 à Paris 15e, est un réalisateur et scénariste français.

## Filmographie

### Assistant réalisateur
- 1950 : Casimir de Richard Pottier
- 1951 : Andalousie de Robert Vernay
- 1952 : Mon curé chez les riches de Henri Diamant-Berger
- 1953 : La belle de Cadix de Raymond Bernard et Eusebio Fernandez Ardavin
- 1953 : La Dame aux camélias de Raymond Bernard
- 1955 : Les Fruits de l'été de Raymond Bernard
- 1956 : Les Carottes sont cuites de Robert Vernay
- 1956 : Ces sacrées vacances de Robert Vernay
- 1957 : Le Coin tranquille de Robert Vernay
- 1958 : Le Septième Commandement de Raymond Bernard
- 1958 : Un drôle de dimanche de Marc Allégret
- 1966 : En votre âme et conscience, épisode : La Carte de visite de  Pierre Nivollet

### Réalisateur

#### Cinéma
- 1951 : Au fil des ondes (documentaire scénarisé par Jean Vincent-Bréchignac)
- 1960 : Au cœur de la ville

#### Feuilletons télévisés
- 1970 : La femme en blanc
- 1976 : Château Espérance

#### Téléfilms
- 1971 : Le père Noël est en prison
- 1972 : Le Rendez-vous des Landes
- 1975 : La Vie de plaisance

### Scénariste
- 1960 : Au cœur de la ville
- 1971 : Le père Noël est en prison
- 1972 : Le rendez-vous des Landes